# Be My Valentine, Charlie Brown
Be my Valentine, Charlie Brown (no Brasil: Seja meu namorado, Charlie Brown [VTI-Rio] ou O Dia dos Namorados (Maga-SP) é o décimo-terceiro especial de TV baseado na tira Peanuts, de Charles Schulz, exibido pela primeira vez no dia 28 de janeiro de 1975 na CBS. No Brasil foi transmitido pelo SBT na década de 80 (com dublagem da Maga), pela Rede Globo entre o final da década e 80 e início da década de 90 (com dublagem da Herbert Richers e pela Rede Record entre 2007 e 2008 (com dublagem da VTI), e também foi distribuído em VHS (também na década de 80 e com dublagem da Maga) e posteriormente em DVD.

## Sinopse
Lino está apaixonado pela sua professora, Senhorita Othmar, e quer presenteá-la com uma caixa de bombons, o que provoca ciúmes de Sally. E quando chega o dia dos namorados, ocorre na escola uma festa na qual são distribuídos cartões, e Charlie Brown tem esperanças de receber um cartão da Garotinha Ruiva e até de outras meninas. Porém ele não recebe nenhum e também Lino não consegue entregar a caixa de bombons para a professora (pois ela já tinha ido embora com seu namorado), deixando os dois frustrados e levando Lino a atirar os bombons numa ponte (que são comidos por Snoopy e Woodstock, que estavam embaixo da ponte). No dia seguinte Violeta dá a Charlie Brown um cartão recebido, porém Schroeder não gosta do que vê e sai em defesa de Charlie Brown, alegando que ela e as demais meninas nunca se importaram verdadeiramente com Charlie Brown e só agiram por pena, porém ele aceita o cartão e diz para Violeta não dar bola para o que Schroeder disse e começa a nutrir esperanças para o dia dos namorados do ano seguinte.